# Districte de Drochia
El districte de Drochia (en romanès Raionul Drochia)és una de les divisions administratives de la República de Moldàvia. La capital és Drochia. L'u de gener de 2006, la població era de 86.400 habitants.